# Dyki tantsi
Dyki Tantsi (ukrainska: Дикі Танці) är ett album av den ukrainska sångerskan Ruslana. Albumet släpptes år 2003 och har sålts i uppskattningsvis 500 000 exemplar i Ukraina.
Ruslana har skrivit och komponerat alla låtar på albumet själv, med en viss hjälp av sin man Oleksandr Ksenofontov.

## Låtlista
1. Play for me, musician (Ой, заграй ми, музиченьку)
2. I know (Знаю я)
3. Plyes (Плєс)
4. Arcan (Аркан)
5. Tell me (Скажи мені)
6. Kolomyjka (Коломийка)
7. Hutsul girl (Гуцулка)
8. Northen song (Північна)
9. It is love (Це - любов)
10. I love you (Я тебе люблю)